# オイラー・ポンスレ点

オイラー・ポンスレ点（英: Euler–Poncelet point）は、与えられた四点に対して次のように定義される。
A, B, C, D を平面上の四点であって垂心系をなさないものとする。三角形 ABC, BCD, CD, DAB の九点円は、点 A, B, C, D のオイラー・ポンスレ点で交わる。A, B, C, D が平面上の四点であって垂心系をなすものとすると、三角形 ABC, BCD, CDA, DAB はすべて同一の九点円をもつ。